# Imsbach
Imsbach là một đô thị thuộc thuộc huyện Donnersberg, Đức. Đô thị Imsbach có diện tích 8,89 km², dân số thời điểm ngày 31 tháng 12 năm 2006 là 975 người.